# Хранимая скрижаль
Храни́мая скрижа́ль (араб. اللوح المحفوظ — аль-лавх аль-махфу́з) — согласно Корану, это первоисточник всех священных писаний, на котором записаны все прошлые и будущие события. Хранимая скрижаль олицетворяет Божественное знание и неразрывно связано с Божественным предопределением (кадар).

## Предопределение
Каждый, кто входит в контакт с Хранимой Скрижалью, получает информацию обо всех прошедших и грядущих событиях. Помимо Хранимой Скрижали существуют также Скрижали более низкого уровня, в которых отражены события в незаконченной и обусловленной форме, и несмотря на то, что информация с этой Скрижали становится общеизвестна, она может измениться в зависимости от желания Бога.
Представление о Хранимой Скрижали входит в круг основополагающих коранических идей, связанных как с верой в предопределение, так и сущностью пророческой миссии. Пророки как и обычные люди не знают всего, что содержится в Скрижали, но часть всё же доходит до них в виде откровений. Сообщения из Хранимой Скрижали фиксировались не только в Коране, но и в других Священных Писаниях (Таурат и Инджиль), однако впоследствии они были искажены иудеями и христианами.

## Этимология
Слово аль-Лавх в переводе с арабского означает «доска», «плита», «скрижаль», «лопатка». Слово махфуз означает «хранимый», «запоминаемый», «консервированный».

## Споры вокруг Хранимой скрижали
В теологии предметом споров является степень возможности интерпретации «Небесного Корана» (то есть предвечных «скрижалей») и его бумажных аналогов. Возникновение вопроса берёт своё начало со спора о сотворённости или несотворённости Корана между хариджитами, кадаритами, джабритами и мурджиитами, а также дискуссий с представителями немусульманских верований. Споры велись также с мутазилитами.
Одни богословы (аль-Матуриди) считали, что Коран и «Мать книги» тождественны. Другие полагали, что Коран, наряду с Писаниями Идриса и Исмаила, а также Псалтырем (Забур), Торой (Таурат) и Евангелием (Инджиль) — это одна из словесных адаптаций «Небесного Корана» (концепция «Хранимой скрижали»).
Как пишет исследователь Корана Л. И. Климович:

 По вероучению ислама, Коран — книга несотворенная, существующая предвечно, как сам Бог, Аллах; она его «слово». Название «Коран» происходит от арабского глагола «кара’а», означающего читать вслух речитативом, декламировать. Оригинал Корана, согласно исламу, начертан на арабском языке на листах — сухуф и свитки с ним хранятся на седьмом небе, отсюда и одно из его названий — Свитки, Книга. Коран — «Мать книги» — Умм аль-китаб, находится под престолом Аллаха; и только один Аллах в этой небесной книге «стирает, что желает, и утверждает» 

## Философия
У ряда мусульманских философов — аналогия мира идей Платона, с той лишь разницей, что «Небесный Коран» являет собой прообраз событий, происходящих на земле, а не вещей. Согласно суфийской философии, философии исмаилитов и шиитов, аль-Лавх аль-Махфуз — «всеобщая душа» (ан-нафс аль-куллийа, нафс аль-кулль), на которой начертано всё, что произойдет до Судного дня (явм аль-киямат). В космологии Абу Хамида аль-Газали Хранимая скрижаль — это область предвечно существующих архетипов.

## Названия Хранимой скрижали
- Писание, определяющее срок (араб. كتاباً مؤجلا — кита́ба му́’аджал) — «Не подобает душе умирать иначе, как с дозволения Аллаха, по писанию с установленным сроком. И если кто желает награды ближней жизни, Мы даруем ему её; а кто желает награды в последней, Мы даруем ему её, — и воздадим Мы благодарным!»[7]
- Ясное Писание (араб. كتاب مبين — кита́б муби́н) — «Нет на земле ни единого живого существа, которого Аллах не обеспечил бы пропитанием. Аллах знает также их [земное] местопребывание и [конечное] пристанище. И все это [записано] в ясном Писании.»[8] «На небе и на земле нет такого сокровенного, которого бы не было в ясном Писании.»[9]
- Мать Писания (араб. ام الكتاب — у́мму-ль-кита́б) — «Аллах стирает и утверждает то, что пожелает, и у Него — Мать Писания.»[10][11]
- Ясное руководство (араб. إمام مبين — има́ми муби́н) — «Воистину, Мы оживляем мертвых и записываем то, что они совершили, и то, что они оставили после себя. Всякую вещь Мы подсчитали в ясном руководстве (Хранимой скрижали).»[12]
- Сохраняющее Писание (араб. كتاب حفيظ — кита́б хафи́з) — «Мы знаем, что земля пожирает их [тела], ибо у Нас — Писание, сохраняющее [все].»[13]
- Хранимое Писание (араб. كتاب مكنون — кита́б макну́н) — «Воистину, это — благородный Коран, находящийся в хранимом Писании.»[14]
- Свитки почитаемые (араб. صحف مكرمة — су́хуф мука́ррамат) — «[Коран] — в свитках почитаемых, вознесенных, пречистых [от скверны], переписанных руками ангелов-посланцев [от Аллаха к посланникам], досточтимых, благородных.»[15]
- Хранимая скрижаль (араб. لوح محفوظ — лавх махфу́з) — «Да, это — славный Коран в Хранимой скрижали.»[16]